# 梁州杰
梁州杰（？年—？年），號皐廉，山西襄陵縣下梁村人。明末政治人物。

## 生平
原姓李，是前南京工部尚書嘉善丁賓家的奴生子，为丁家公子的伴读，因聪明灵敏，得以成为秀才，改名丁中龍，蔑视丁家郎君，并作《黑大王傳》讽刺他们。文章被同学常曉送到丁賓手中，丁賓大怒，向浙江按察使陳良訓告發，准备逮捕他，被他逃到松江府，改名姜中盛，再逃至湖州，改名孫璽，又補爲秀才。丁賓獲知其下落，悬赏捉拿，再逃扬州，认山西盐商襄陵人梁尚亿为父，帶回山西。崇禎三年中庚午科山西乡试舉人，四年（1631年）联捷辛未科進士。出右中允倪元璐門下，户部观政，授城固縣知县，六年调繁长安县，派人将浙江被关押的家人保释出狱，带回关中。这时丁賓已死，其子丁鏞恐被其反噬，委托丁賓门生松江张某，时任御史，揭发梁州杰秽黠无状，被下旨夺职。梁州杰免官后，寓居关中四年，向大太监曹化淳贿赂数千金，十三年（1640年）起補为曹縣知縣，貪財好貨，以朝中有人，升迁为刑部主事，因病未赴任，以消渴症（糖尿病）死于襄阳。